# Jacaratia
Jacaratia é um género de plantas com flor pertencente à família Caricaceae, nativas da América. O género inclui 7 espécies validamente descritas.

## Taxonomia
O género foi descrito por Alphonse Pyrame de Candolle e publicado em Prodromus Systematis Naturalis Regni Vegetabilis 15(1): 419. 1864. A espécie tipo é Jacaratia spinosa (Aubl.) A.DC.
O género Jacaratia integra as seguintes espécies:
- Jacaratia chocoensis A.H.Gentry & Forero
- Jacaratia corumbensis Kuntze
- Jacaratia digitata (Poepp. & Endl.) Solms
- Jacaratia dolichaula (Donn.Sm.) Woodson
- Jacaratia heptaphylla (Vell.) A.DC.
- Jacaratia mexicana A.DC.
- Jacaratia spinosa (Aubl.) A.DC. (jaracatiá)

Utilizando a informação taxonómica contida na base de dados Catalogue of Life é possível construir o seguinte cladograma:
| Jacaratia | \| \| Jacaratia chocoensis \| \| \| \| \| \| Jacaratia corumbensis \| \| \| \| \| \| Jacaratia digitata \| \| \| \| \| \| Jacaratia dolichaula \| \| \| \| \| \| Jacaratia heptaphylla \| \| \| \| \| \| Jacaratia mexicana \| \| \| \| \| \| Jacaratia spinosa \| \| \| \| |
|           | \| \| Jacaratia chocoensis \| \| \| \| \| \| Jacaratia corumbensis \| \| \| \| \| \| Jacaratia digitata \| \| \| \| \| \| Jacaratia dolichaula \| \| \| \| \| \| Jacaratia heptaphylla \| \| \| \| \| \| Jacaratia mexicana \| \| \| \| \| \| Jacaratia spinosa \| \| \| \| |
|           | Carica |
|           | |
|           | Cylicomorpha |
|           | |
|           | Jarilla |
|           | |
|           | Vasconcellea |
|           | |
|           | Horovitzia |
|           | |
|           | Jacaratia chocoensis |
|           | |
|           | Jacaratia corumbensis |
|           | |
|           | Jacaratia digitata |
|           | |
|           | Jacaratia dolichaula |
|           | |
|           | Jacaratia heptaphylla |
|           | |
|           | Jacaratia mexicana |
|           | |
|           | Jacaratia spinosa |
|           | |

|  | Jacaratia chocoensis  |
|  |                       |
|  | Jacaratia corumbensis |
|  |                       |
|  | Jacaratia digitata    |
|  |                       |
|  | Jacaratia dolichaula  |
|  |                       |
|  | Jacaratia heptaphylla |
|  |                       |
|  | Jacaratia mexicana    |
|  |                       |
|  | Jacaratia spinosa     |
|  |                       |